# Alicya Eyo
Alicya Eyo (* 16. Dezember 1975 in Huyton, Liverpool) ist eine britische Schauspielerin.

## Leben
Mit 14 Jahren ging sie von Liverpool nach London. Eyo besuchte die London School of Dramatic Art. Als Schauspielerin war sie in verschiedenen britischen Fernsehserien und Filmen tätig. Von 1999 bis 2003 spielte sie die Rolle von Denny Blood in der britischen Fernsehserie Bad Girls. Seit Oktober 2011 spielte Eyo in der Fernsehserie Emmerdale die Rolle von Ruby Haswell, der lesbischen Partnerin von Ali Spencer (gespielt von der Schauspielerin Kelli Hollis). Ihre Rolle in der Fernsehserie endete 2015, als die Figur Ruby Haswell bei einem Helikopterabsturz starb. 2012 outete sich Eyo als homosexuell.

## Filmografie (Auswahl)
- 1997: Hetty Wainthropp Investigates (Fernsehserie, 1 Episode)
- 1997, 2008, 2010: Casualty (Fernsehserie, 3 Episoden)
- 1999–2003: Bad Girls (Fernsehserie, 59 Episoden)
- 1999: Wing and a Prayer (Fernsehserie, 1 Episode)
- 1999: Everybody Loves Sunshine
- 1999: G:MT – Greenwich Mean Time
- 1999: Tube Tales
- 2000: The Low Down
- 2001: Urban Gothic (Fernsehserie, 1 Episode)
- 2003: Merseybeat (Fernsehserie, 1 Episode)
- 2004, 2006: Holby City (Fernsehserie, 2 Episoden)
- 2004, 2016, 2018: Doctors (Fernsehserie, 3 Episoden)
- 2006: Bombshell (Fernsehserie, 7 Episoden)
- 2006: Spooks – Im Visier des MI5 (Spooks, Fernsehserie, 1 Episode)
- 2007: The Bill (Fernsehserie, 1 Episode)
- 2009: Paradox (Fernsehserie, 1 Episode)
- 2011: Justice (Fernsehserie, 2 Episoden)
- 2011: Waterloo Road (Fernsehserie, 1 Episode)
- 2011: Moving On (Fernsehserie, 1 Episode)
- 2011–2015: Emmerdale (Fernsehserie, 410 Episoden)
- 2011, 2016: Silent Witness (Fernsehserie, 4 Episoden)
- 2017: Little Boy Blue (Fernsehserie, 1 Episode)
- 2017: In the Dark (Fernsehserie, 1 Episode)
- 2018: Different for Girls (Fernsehserie, 1 Episode)
- 2019: Clink (Fernsehserie, 10 Episoden)